# Kuti Gyula
Kuti Gyula vagy Julius Kuti (Budapest, 1940. november 1. –) állami díjas amerikai magyar fizikus, a fizikai tudomány doktora, a Magyar Tudományos Akadémia külső tagja. Fő kutatási területe részecskefizikai, kvantummechanikai modellek elméleti-matematikai alapjainak kidolgozása, a kvantumtérelmélet standard modelljeinek sztochasztikus eljárásokon alapuló számítógépes vizsgálata.

## Életútja
A fővárosi Petőfi Sándor Gimnázium elvégzését követően az Eötvös Loránd Tudományegyetemen (ELTE) szerzett fizikusi diplomát. Ezt követően az ELTE elméleti fizikai és atomfizikai tanszékein folytatott oktatómunkát tanársegédként, majd docensként; ezzel párhuzamosan az MTA Központi Fizikai Kutatóintézetében is dolgozott tudományos főmunkatársként. 1967-ben bölcsészdoktori oklevelet, 1973-ban kandidátusi fokozatot szerzett, majd 1973–1974-ben a bostoni Massachusettsi Műszaki Intézetben oktatott vendégprofesszorként. 1975-től az MTA KFKI Részecske- és Magfizikai Kutatóintézetének tudományos tanácsadójaként tevékenykedett. 1979-ben a fizikai tudomány doktora lett. Miután kutatásai nagy műveleti sebességű és tárkapacitású szuperszámítógépeket igényeltek, ezért 1981-ben elfogadta az informatikai infrastruktúrát biztosító San Diegó-i Kaliforniai Egyetem meghívását, azóta az egyetem professzora. Rövid ideig a Santa Barbara-i Kaliforniai Egyetemen is oktatott.

## Munkássága
Tudományos érdeklődése homlokterében az elemi részecskék körébe tartozó kvarkok kvantummechanikája, az anyag kvarkszerkezetének vizsgálata áll. Polarizált elektron nagyenergiájú szétsugárzásával bizonyítási eljárást dolgozott ki a kvarkok protonbeli létezésére, valamint Victor Weisskopffal együtt a proton- és neutronszerkezet kvarkmodelljének leírására. Nevéhez fűződik a kvarkok kvantitatív dinamikai modelljének megalkotása, emellett sikerrel hozott létre olyan protonmodellt – a nemzetközi szakma budapesti zsákmodell (Budapest bag model) néven ismeri –, amely negatív térfogati energiája és felületi feszültsége révén magába zárja a kvarkokat.
Az 1980-as évek elejétől főként a világegyetem korai állapotára jellemző kvark–hadron fázisátalakulás törvényszerűségeit kutatja matematikai módszerek segítségével. Az elsők között végzett ab initio kvarkszámításokat, amelyek eredményeként egyebek mellett meghatározta az atommagot alkotó nukleonok kvarkfolyadékká való átalakulásának hőmérsékletét. Hasonló kvantumkémiai-matematikai módszereket alkalmazott a kvarkrácsok és a nukleonok spinszerkezetének feltárásához. A kvark-gluon plazmára, a Higgs-bozonra és az elektrogyenge kölcsönhatásokra irányuló kutatásaival hozzájárult a kvantum-színdinamika kibontakozásához és fejlődéséhez. 1991-ben elhangzott akadémiai székfoglalójának címe A topkvark-kondenzátum és az elemi Higgs-részecske azonossága volt.

### Társasági tagságai és elismerései
1990-ben a Magyar Tudományos Akadémia külső tagjává választották.
A proton szerkezetére vonatkozó kvarkmodell kidolgozásáért 1972-ben az Eötvös Loránd Fizikai Társulat Novobátzky Károly-díját, 1975-ben az Állami Díj második fokozatát vehette át a proton szerkezetére vonatkozó kvarkmodell kidolgozásáért. 1969-ben elnyerte a Fizikai Szemle Marx György-nívódíját.

### Főbb művei
- Quark confinement and the quark model. Budapest: KFKI. 1977.
- The quark bag model. Budapest: KFKI. 1978. (Hasenfratz Péterrel)